# James Buchanan
James Buchanan, Jr. (Mercersburg, Pensilvania, 23 de abril de 1791-Lancaster, Pensilvania, 1 de junio de 1868) fue un abogado, diplomático y político estadounidense que se desempeñó como el décimo quinto presidente de los Estados Unidos de 1857 a 1861. Fue el único presidente que nunca se casó y el último nacido en el siglo XVIII. Su gobierno es criticado por su inacción frente a la división del país que provocaría el estallido de la Guerra de Secesión.
Representó a Pensilvania primero en la Cámara de Representantes de los Estados Unidos y luego como senador, fue embajador de los Estados Unidos en Rusia durante la presidencia de Andrew Jackson y secretario de Estado durante la presidencia de James K. Polk. Después de rechazar un cargo en la Corte Suprema, el presidente Franklin Pierce lo nombró embajador de los Estados Unidos en el Reino Unido.
Buchanan fue nominado por el Partido Demócrata para las elecciones presidenciales de 1856 y logró imponerse frente al candidato por el Partido Republicano, John C. Frémont y al expresidente Millard Fillmore.
Se retiró a su casa de Wheatland, cerca de Lancaster, Pensilvania, donde murió el 1 de junio de 1868, a causa de una insuficiencia respiratoria. Yace en el Cementerio de Woodward Hill, en Lancaster.
La valoración histórica del presidente Buchanan es unánimemente negativa, ya que se lo considera el mayor responsable, o uno de los mayores, del estallido de la guerra civil. De hecho, con frecuencia los historiadores y especialistas se refieren a su presidencia como la peor en la historia de Estados Unidos.

## Infancia y juventud

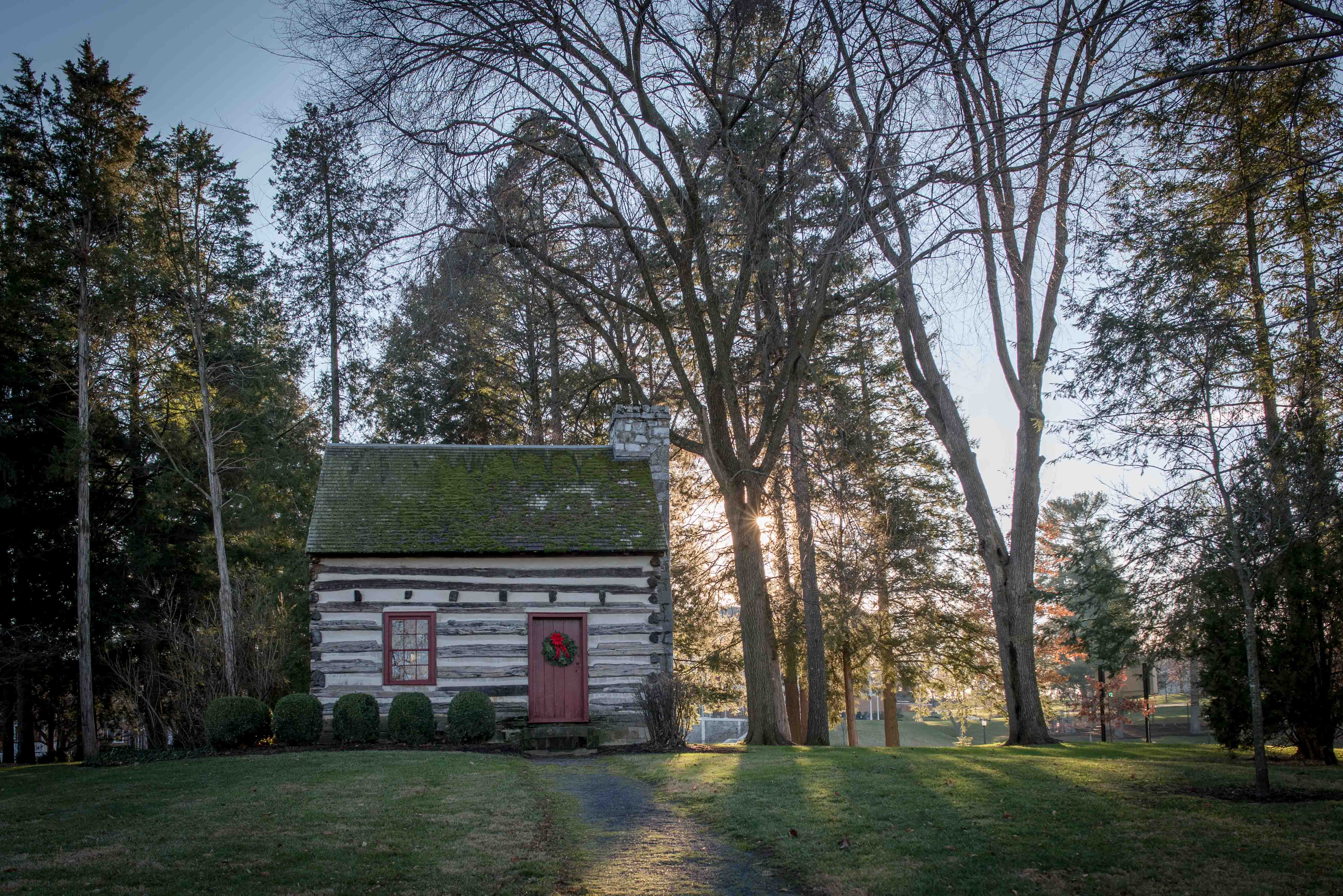
La cabaña de troncos en que nació Buchanan en 1791, en Mercersburg, Pensilvania

James Buchanan nació en Cove Gap, una localidad cercana a Mercersburg, en el condado de Franklin, Pensilvania, el 23 de abril de 1791. Fue hijo de James Buchanan, Sr. (1761–1821) y de Elizabeth Speer (1767–1833). En 1797 la familia se mudó a Mercersburg.
Buchanan recibió clases particulares, asistió a la escuela del pueblo y se graduó en 1808 en el Dickinson college, en Carlisle. En 1809, se mudó a Lancaster. El mismo año comenzó a estudiar derecho; en 1812 terminó sus estudios y comenzó a ejercer de la profesión. En un principio se opuso a la guerra de 1812 que enfrentó a Estados Unidos con Gran Bretaña, pero cuando los ingleses invadieron Maryland se unió como voluntario y participó en la defensa de Baltimore.

## Carrera política

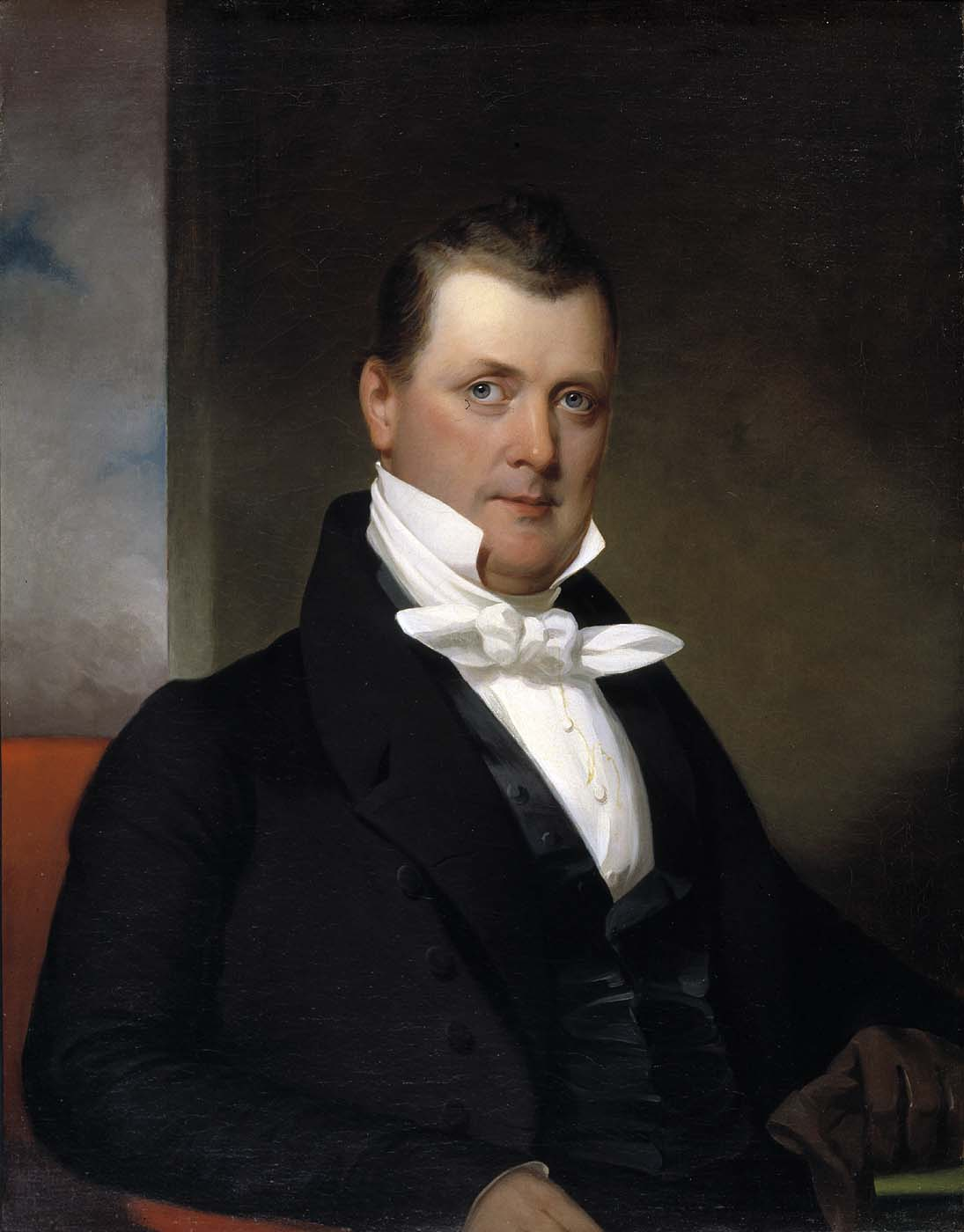
Retrato de Buchanan de 1834 por Jacob Eichholtz

Fue miembro del Congreso de Pensilvania desde 1814 hasta 1815. Fue presidente del Comité de la Judicatura (Congreso vigesimoprimero). No fue candidato a la renominación en 1830. Buchanan fue designado por la Cámara de Representantes ese mismo año como uno de los fiscales en la moción de juicio político contra James H. Peck, juez del Tribunal de Distrito de los Estados Unidos para el Distrito de Misuri. Entre 1832 y 1834 fue ministro plenipotenciario en Rusia.
Buchanan fue elegido por el partido Demócrata al Senado de los Estados Unidos como reemplazante de William Wilkins tras la dimisión de este. Asumió su escaño el 6 de diciembre de 1834 y fue reelecto en 1837 y 1843. Fue presidente del comité sobre Relaciones Exteriores en las vigesimocuarta a vigesimosexta formaciones del Congreso; dimitió el 5 de marzo de 1845 para ocupar una plaza en el gabinete ministerial.
Buchanan ejerció como ministro de Asuntos Exteriores en el gabinete del presidente James Polk hasta 1849; en 1846 encabezó las negociaciones que condujeron a la firma del tratado de Oregón, que fijó los límites entre las entonces colonias británicas y los Estados Unidos. Desde 1853 hasta 1856 fue enviado en representación diplomática a Gran Bretaña.

## Elección presidencial

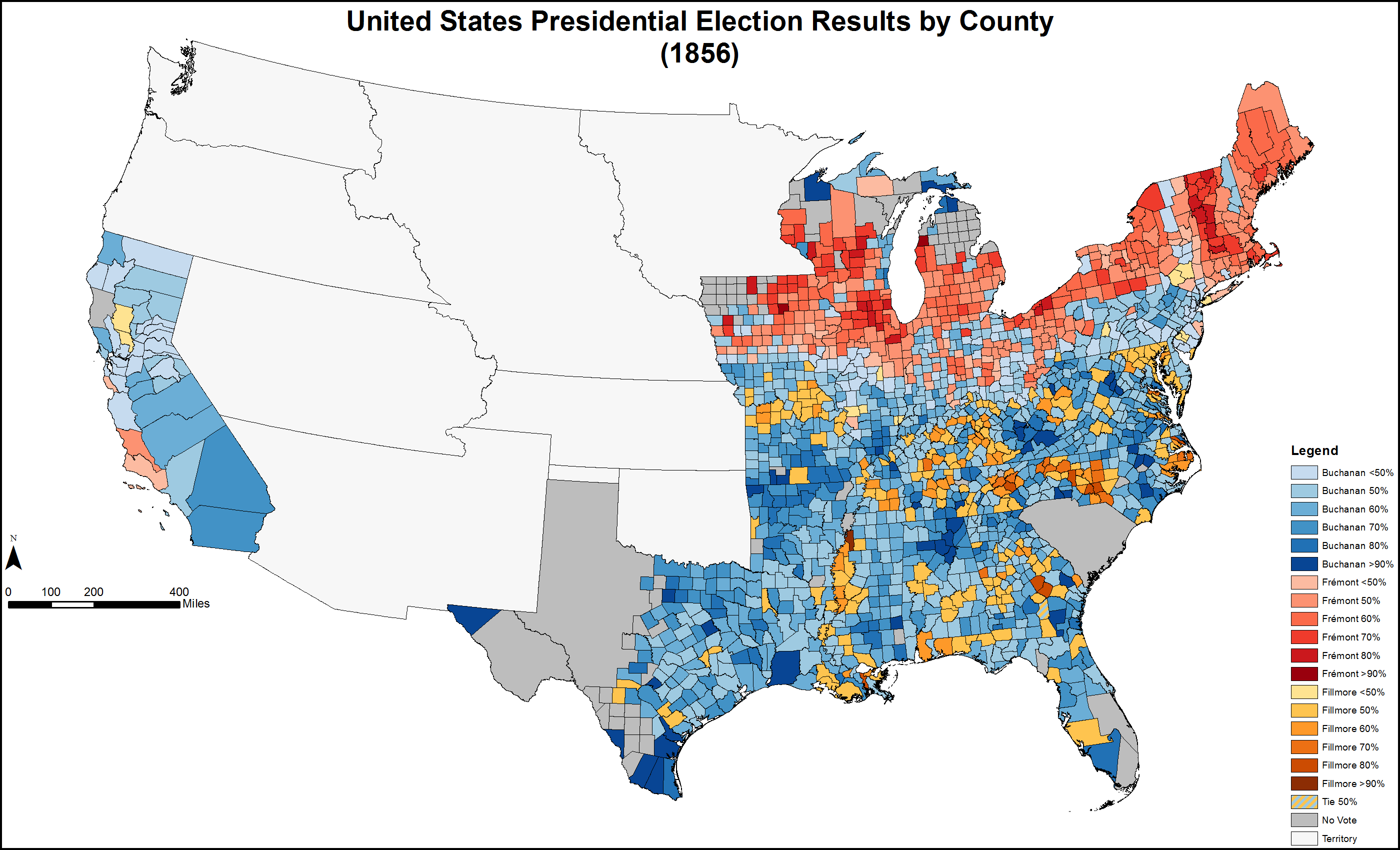
Resultados de las elecciones de 1856 por condados, indicando el porcentaje de cada candidato ganador. Los coloreados en azul son los ganados por Buchanan (Demócratas), los rojos por Frémont (Republicanos), y los amarillos por Fillmore (Know Nothing).

En la Convención Nacional del Partido Demócrata reunida en Cincinnati entre el 2 de junio y el 6 de junio de 1856, Buchanan derrotó al presidente Franklin Pierce (que intentaba ser reelegido) y a otros precandidatos internos, y logró ser elegido como candidato presidencial para las elecciones de ese año. 

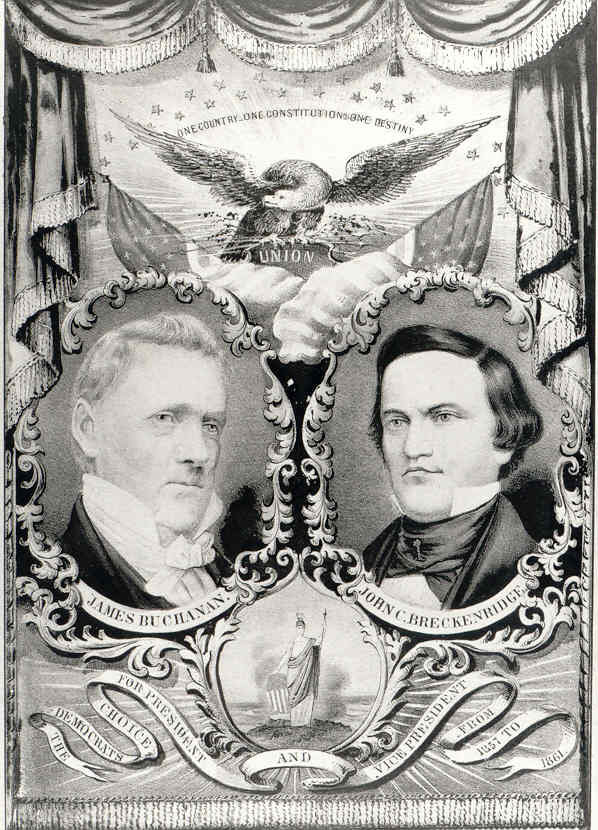
Afiche de campaña electoral del Partido Demócrata de 1856 con Buchanan como candidato presidencial al lado de Breckinridge como candidato a vicepresidente.

Buchanan debía enfrentarse al candidato del recientemente fundado Partido Republicano, el aventurero John C. Frémont; y al expresidente Millard Fillmore, que era candidato del Partido Americano (conocido popularmente como Know Nothing ("No Saben Nada").
Buchanan obtuvo el 45,28% de los votos populares (1.836.072 votos), mientras Frémont recibió el 33,11% (1.342.345 sufragios), y Fillmore el 21,53% (873.053 votos) en las elecciones presidenciales celebradas el 4 de noviembre de 1856; en el Colegio Electoral (los votantes eligen a los electores que forman este Colegio, encargado a su vez de elegir al presidente) Buchanan obtuvo 174 votos contra 114 de Frémont y 8 de Fillmore. Por lo tanto Buchanan quedó elegido como presidente de los Estados Unidos formando un gobierno demócrata desde el 4 de marzo de 1857 hasta el 3 de marzo de 1861.

## Presidencia

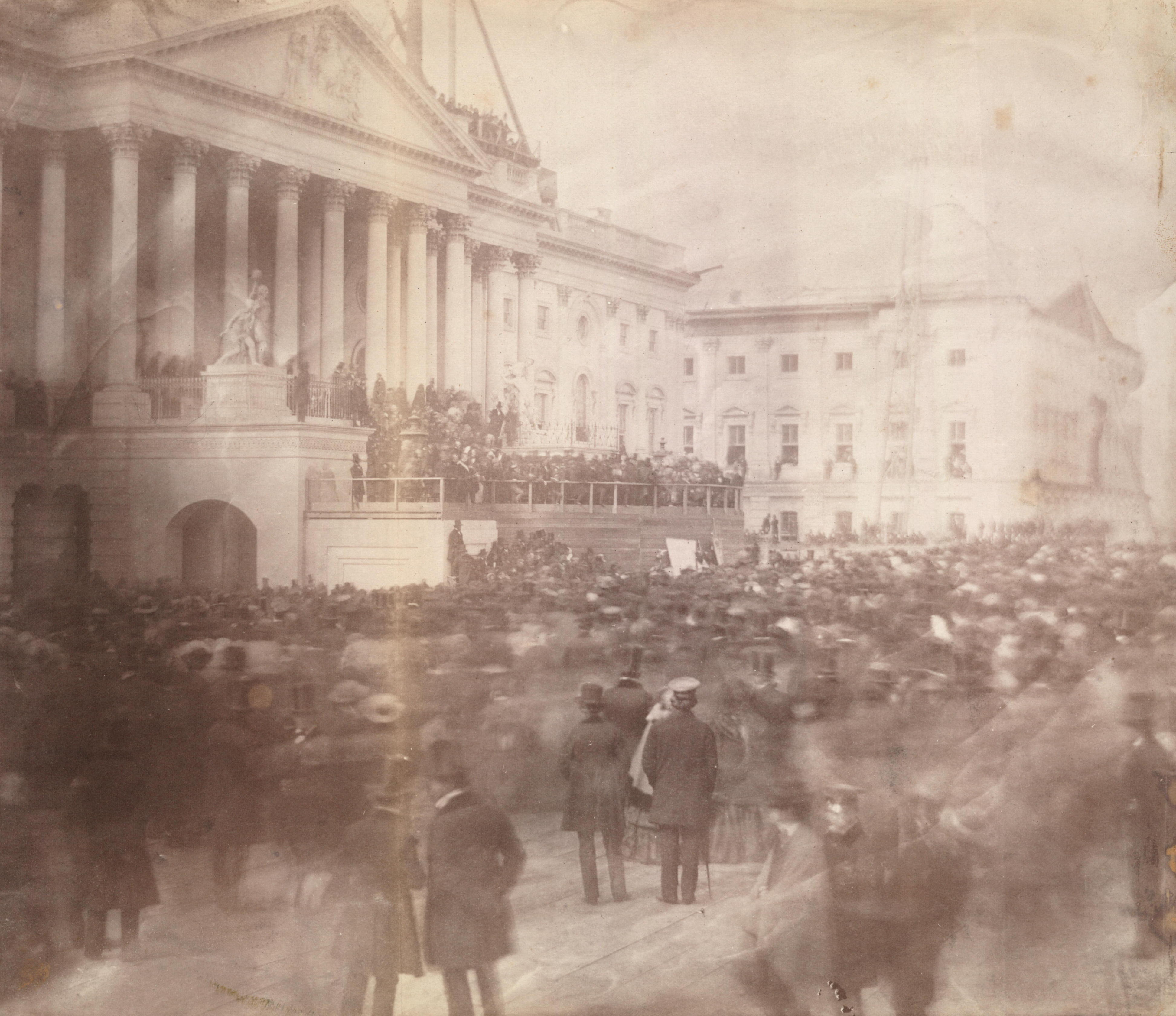
Ceremonia de inauguración de la presidencia de James Buchanan, el 4 de marzo de 1857. Fotografía de John Wood: la inauguración presidencial de Buchanan fue la primera de la que se conserva registro fotográfico.

James Buchanan asumió la presidencia de un país que se precipitaba hacia la guerra civil. Él mismo la pronosticó: «Tarde o temprano, tantos años de abolicionismo traerán la guerra a nuestra tierra. Y puede estallar durante la siguiente presidencia». Quizá por ello en su discurso inaugural, el 4 de marzo de 1857, anunció que no buscaría un segundo mandato. Durante esa primera alocución presidencial, definió su postura frente al contencioso que estaba desgarrando a la nación: la esclavitud, según el nuevo presidente, era constitucional, por lo que había que respetarla y no permitir que este desacuerdo fracturara el país. Apeló tanto a la unidad nacional como a la soberanía de los estados frente al poder federal. No cuestionó, ni condenó, la moralidad de la esclavitud. 
Dos días después, el 6 de marzo de 1857, el Tribunal Supremo se pronunció sobre el caso Dred Scott contra Sandford: el demandante, Dred Scott, (un negro esclavo que reclamaba su libertad argumentando que había acompañado a su amo al norte, a territorio en el que la esclavitud estaba prohibida) debía volver junto a su propietario. La sentencia iba más allá: sostenía que los afroamericanos, fueran libres o esclavos, nunca habían sido considerados ciudadanos americanos ni por la Constitución, ni por la Declaración de Independencia, por lo que el Tribunal negaba tener jurisdicción sobre la propiedad (Scott) de un auténtico ciudadano (Sanford). Con esta contundente resolución, es obvio que el Tribunal pretendía zanjar la cuestión de la esclavitud, y así se entendió entonces: al declarar que todo esclavo era, exclusivamente, una propiedad, el fallo negaba que cualquier autoridad o legislación federal tuviera jurisdicción sobre la esclavitud. Por lo tanto, de este hecho se desprendían dos consecuencias jurídicas de gran alcance: la primera era que todo acuerdo legislativo tomado con anterioridad sobre esta cuestión (como los compromisos de 1820 y 1850, o la Ley Kansas-Nebraska) era anticonstitucional. Y la segunda, que todos los estados debían respetar el derecho a la libre circulación de los ciudadanos estadounidenses acompañados de sus propiedades. Consecuentemente, el Tribunal Supremo acababa de legalizar la esclavitud en todo el territorio nacional: bastaba que los propietarios de esclavos se desplazaran con sus "propiedades" a los estados que hasta entonces habían sido "libres" para convertirlos en estados tan esclavistas como los del sur.
La sentencia de la Corte Suprema fue acogida con consternación en el norte y con júbilo en el sur. Al fin y al cabo, sancionaba lo que los defensores de la esclavitud siempre habían deseado. Pero la sentencia, lejos de zanjar el debate, encendió aún más los ánimos. 
El país entero hervía con la cuestión de la esclavitud y sus límites geográficos. El estado de Kansas, a punto de constituirse como tal, estaba en el ojo del huracán. A finales de 1857, el gobernador del territorio de Kansas y hombre de confianza del presidente Buchanan, Robert J. Walker, celebró una convención estatal fraudulenta en Lecompton, en la que se aprobó una constitución para el futuro estado de Kansas que reconocía la esclavitud. La efímera Constitución esclavista de Lecompton fue rechazada tanto por la Cámara de Representantes como por el electorado de Kansas. Pese a ello, esta iniciativa socavó la cohesión del Partido Demócrata, máxime si se tiene en cuenta el apoyo declarado de Buchanan a la misma. Si el apoyo del presidente Fillmore al Compromiso de 1850 había contribuido en buena medida a dinamitar la unidad del Partido Whig, ahora era Buchanan el que coadyuvaba a la fractura de su partido. El sistema de partidos estadounidense se derrumbaba a la vez que lo hacía la propia Unión. 

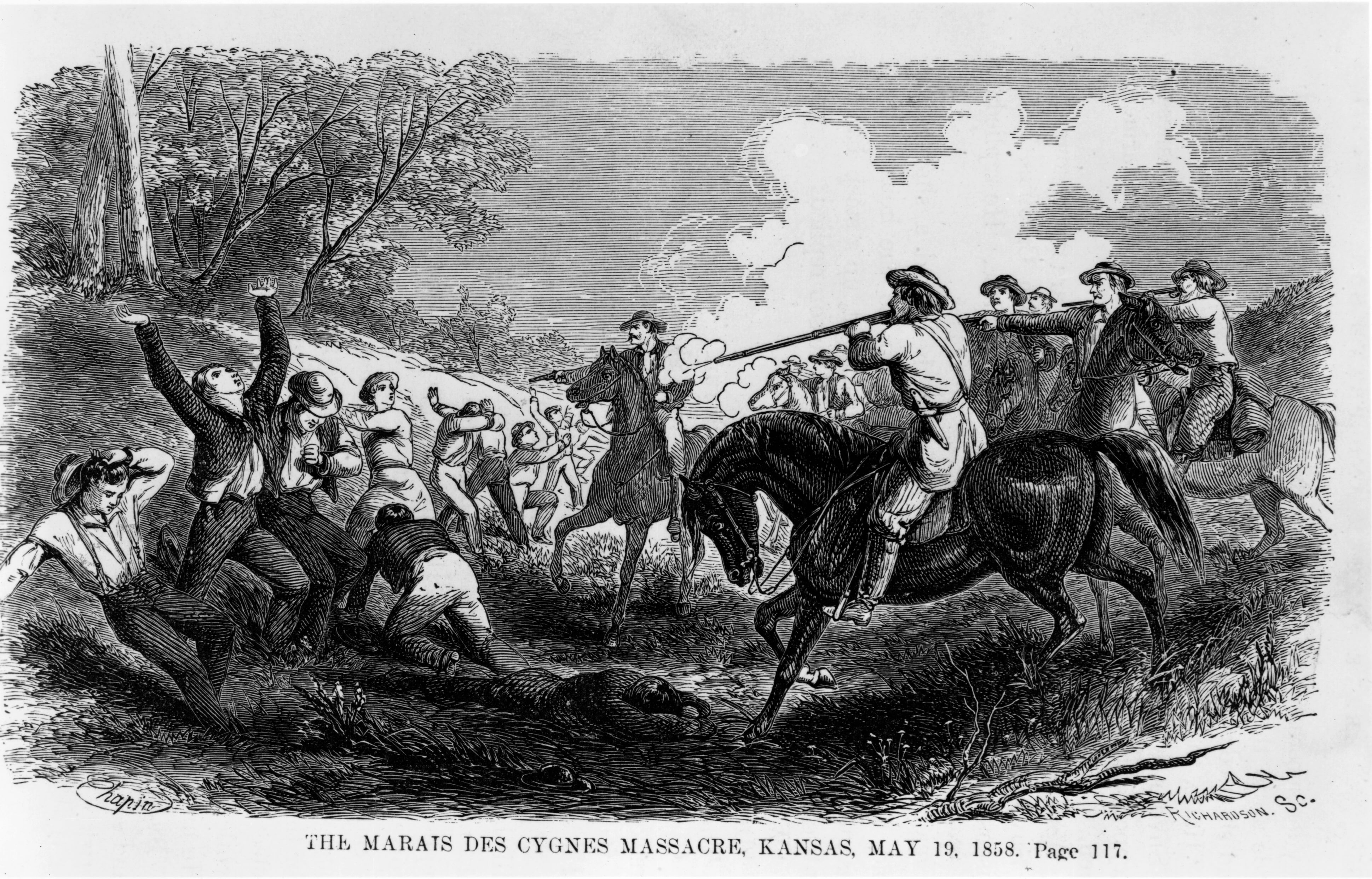
Representación artística de la matanza de abolicionistas en Marais des Cygnes, Kansas, en mayo de 1858.

En los siguientes meses continuó el derramamiento de sangre que había comenzado durante la presidencia de Pierce. Al igual que este, Buchanan parecía incapaz o deliberadamente indiferente ante esta oleada de violencia entre esclavistas y abolicionistas. Conviene recordar que el presidente debía 119 de los 174 votos electorales que había obtenido en las elecciones de 1856 a los estados sureños, lo que seguramente explique su indulgencia con la "peculiar institución". En cualquier caso, su pasividad absoluta ante la gravedad de los acontecimientos que se estaban desarrollando ha oscurecido el juicio de su presidencia ya desde entonces. 

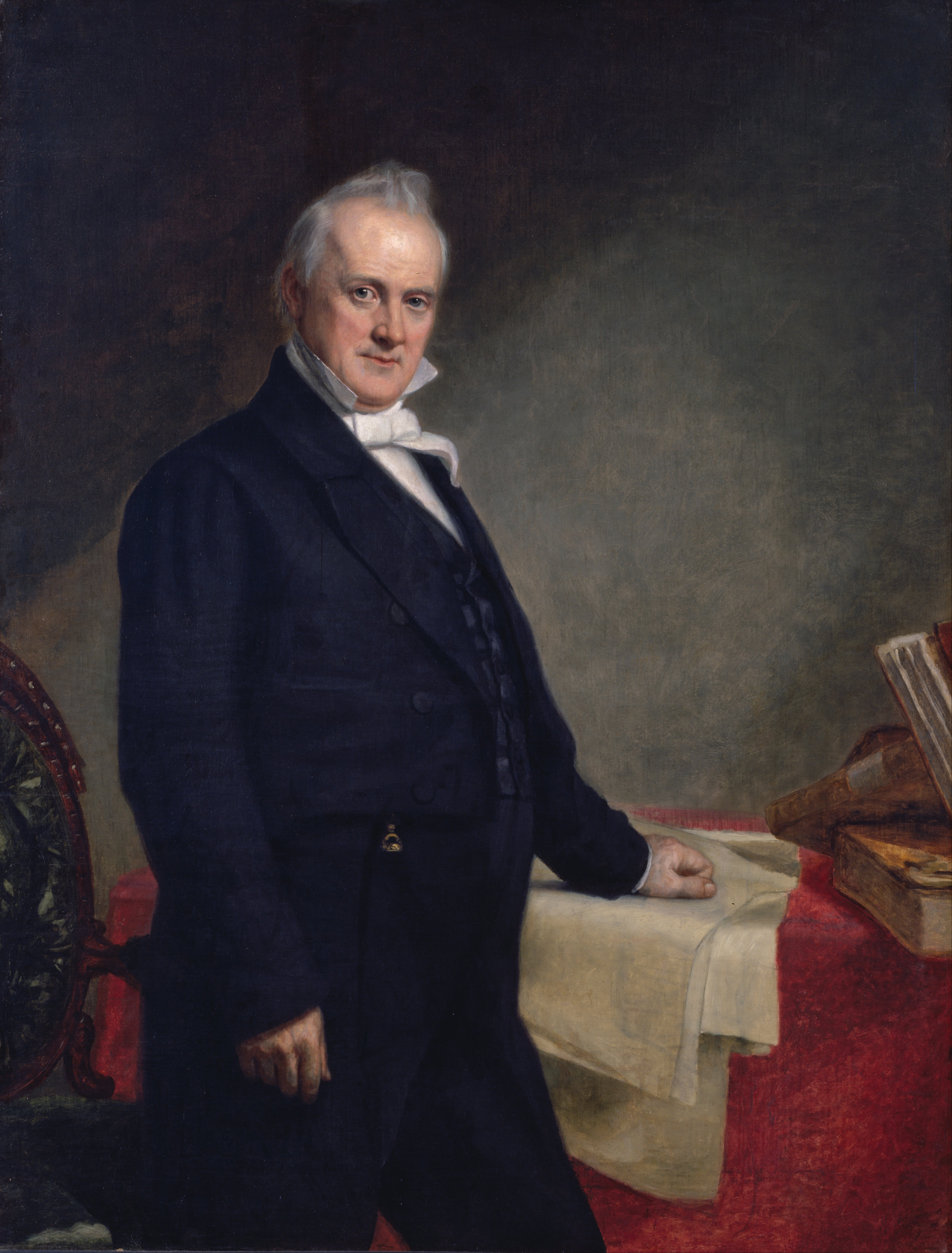
James Buchanan (1859), por George Healy, en la Galería Nacional de Retratos de Washington D. C.

Además de la cuestión de la esclavitud, la presidencia de Buchanan también se caracterizó por las consecuencias económicas del pánico de 1857: quiebra de empresas y de bancos, ruina de todo tipo de negocios y familias, etc. Nuevamente, la respuesta de Buchanan ante este deterioro económico generalizado fue la inacción.
En diciembre de 1859, el activista abolicionista radical John Brown fue ahorcado por su última acción violenta: el asalto a un arsenal federal en Harpers Ferry, Virginia, dos meses antes. Sus últimas palabras fueron: «los crímenes de esta tierra culpable sólo podrán ser purgados con sangre».
A lo largo de 1860 se sucedieron los actos de sabotaje y boicot de productos del norte en el sur y viceversa, los enfrentamientos callejeros, etc. Incluso en la Cámara y en el Senado se temía el choque violento entre representantes de ambos bandos. En el sur persistían los rumores de un levantamiento armado de esclavos y abolicionistas del norte, que motivaban la represión sangrienta de los esclavistas contra ambos colectivos. 
Paralelamente a todos estos trágicos hechos, el recientemente fundado Partido Republicano iba consolidando su base electoral, llenando con gran rapidez el solar que el desmoronamiento del Partido Whig había dejado vacante. Si ya en las elecciones de 1856 se había erigido como la principal alternativa a los demócratas, en las elecciones legislativas de mitad de mandato de 1858 se hizo con la mayoría en la Cámara (no así en el Senado, que se renueva también cada dos años, pero por tercios, por lo que la mayoría demócrata resistió). El nuevo partido hizo bandera de su radical antiesclavismo frente a la indulgencia que mostraba un Partido Demócrata roto que se batía en retirada. Entre los candidatos republicanos destacó un por entonces desconocido ex-whig, Abraham Lincoln, candidato al Senado por Illinois, cuyos debates electorales contra su rival demócrata -quien no era otro que el promotor de la Ley Kansas-Nebraska, Stephen Douglas- fueron seguidos y comentados en todo el país. 
En cuanto al otro gran triunfador de las elecciones presidenciales de 1854, el Partido Know Nothing, este parecía haberse erigido en una alternativa al Partido Demócrata más viable que los republicanos, puesto que los know-nothing, o nativistas, sí lograron tener presencia en el sur gracias a un programa electoral anticatólico y antiinmigración que atraía a trabajadores de todas las regiones de los Estados Unidos. Pero el dramatismo de los sucesos que se estaban desarrollando en Kansas centraron el debate nacional en la cuestión de la esclavitud, eclipsando irremediablemente cualquier otro tema de interés político. Esto solo podía beneficiar a los republicanos, que habían hecho de su antiesclavismo y su federalismo el eje principal de su programa. A partir de las elecciones presidenciales de 1856 había quedado claro que la alternativa a los demócratas solo podrían ser los republicanos, y no los nativistas.

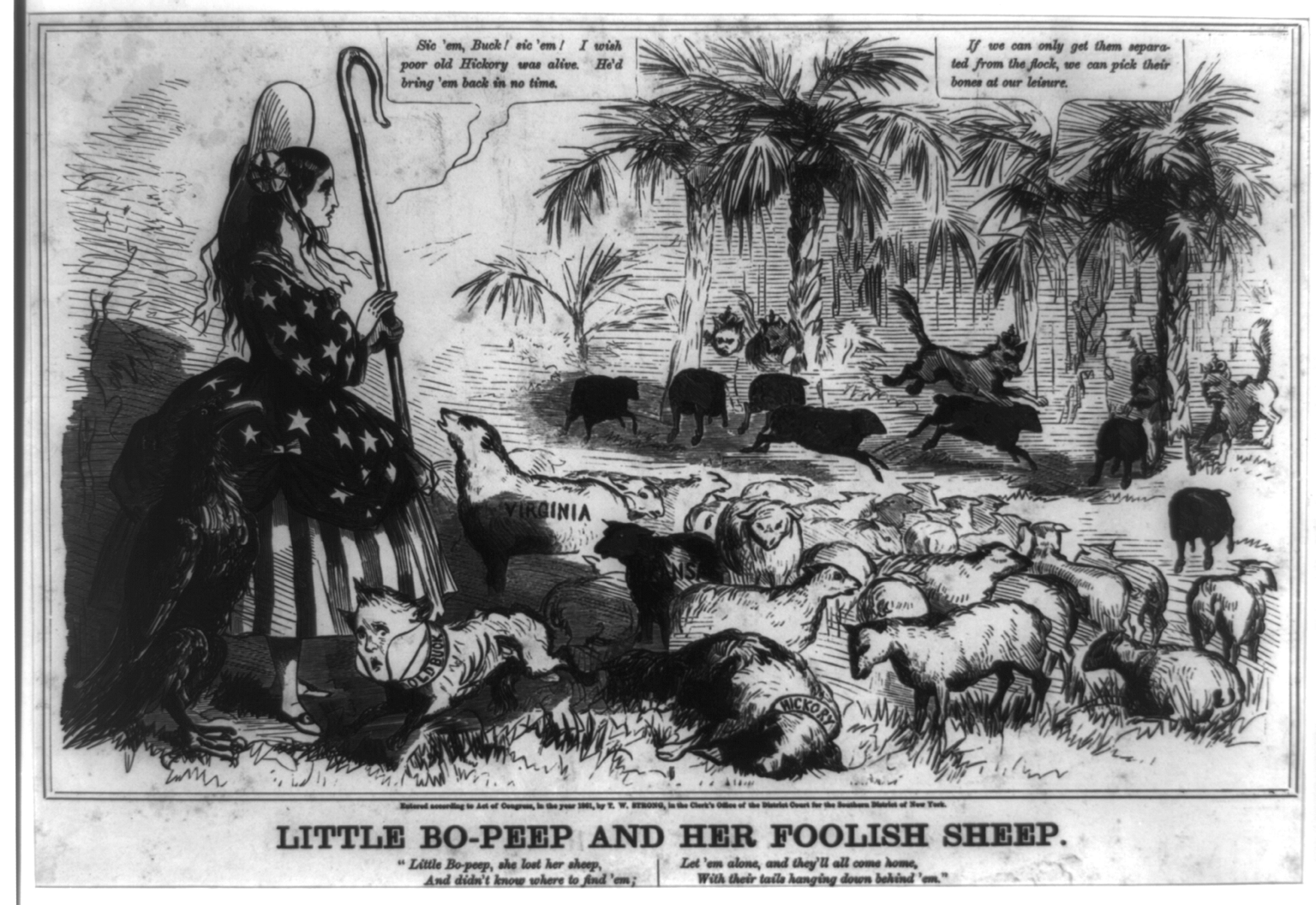
La pastora Columbia viendo dispersarse a su rebaño; las ovejas huidas son los estados sureños independentistas. Mientras el perro guardián Buchanan trata en vano de mantener unido el rebaño, es decir, la Unión, Columbia se lamenta de que "el viejo nogal" Andrew Jackson no viva para traer de vuelta a las ovejas huidas.

«Cuando el Congreso se reunió en su primera sesión tras las elecciones de 1858, ambas Cámaras estaban divididas territorialmente, muchos congresistas iban armados y los insultos era corrientes entre los congresistas del norte y los del sur, haciendo imposible el desarrollo normal del Legislativo y evidenciando la gravedad de la crisis política»
En los últimos meses de la presidencia de Buchanan, los temores a la secesión de los estados esclavistas se dispararon. Tras un decenio de crisis constitucional y territorial a cuenta de los límites geográficos de la esclavitud, la ruptura de la Unión era casi una lúgubre certeza, se esperaba que ocurriera antes o después. La sensación generalizada era que la Unión ya no se sostenía, que los odios y rencores entre norte y sur habían llegado demasiado lejos. Pero a medida que el mandato de Buchanan iba tocando a su fin y se perfilaban las elecciones de 1860, los rumores de una secesión inminente parecían muy fundados, puesto que parecía probable la victoria del candidato republicano, Abraham Lincoln. Si el Partido Republicano era capaz de ganar las elecciones presidenciales, incluso con el rechazo total del electorado de los estados sureños -en los que no tenía presencia-, el sur "se vería empujado" a declarar su independencia. Ante esta amenaza, Buchanan declaró su oposición a la secesión, pero afirmó que carecía de la autoridad constitucional para evitarla. Nuevamente, su pasividad parecía aprobación, en este caso ante la posibilidad, muy real, de la ruptura de la Unión. El presidente parecía sostener la tesis, como tantos demócratas, de que los Estados Unidos eran una federación de estados soberanos, de la que éstos podrían escindirse cuando lo vieran conveniente para sus intereses. 

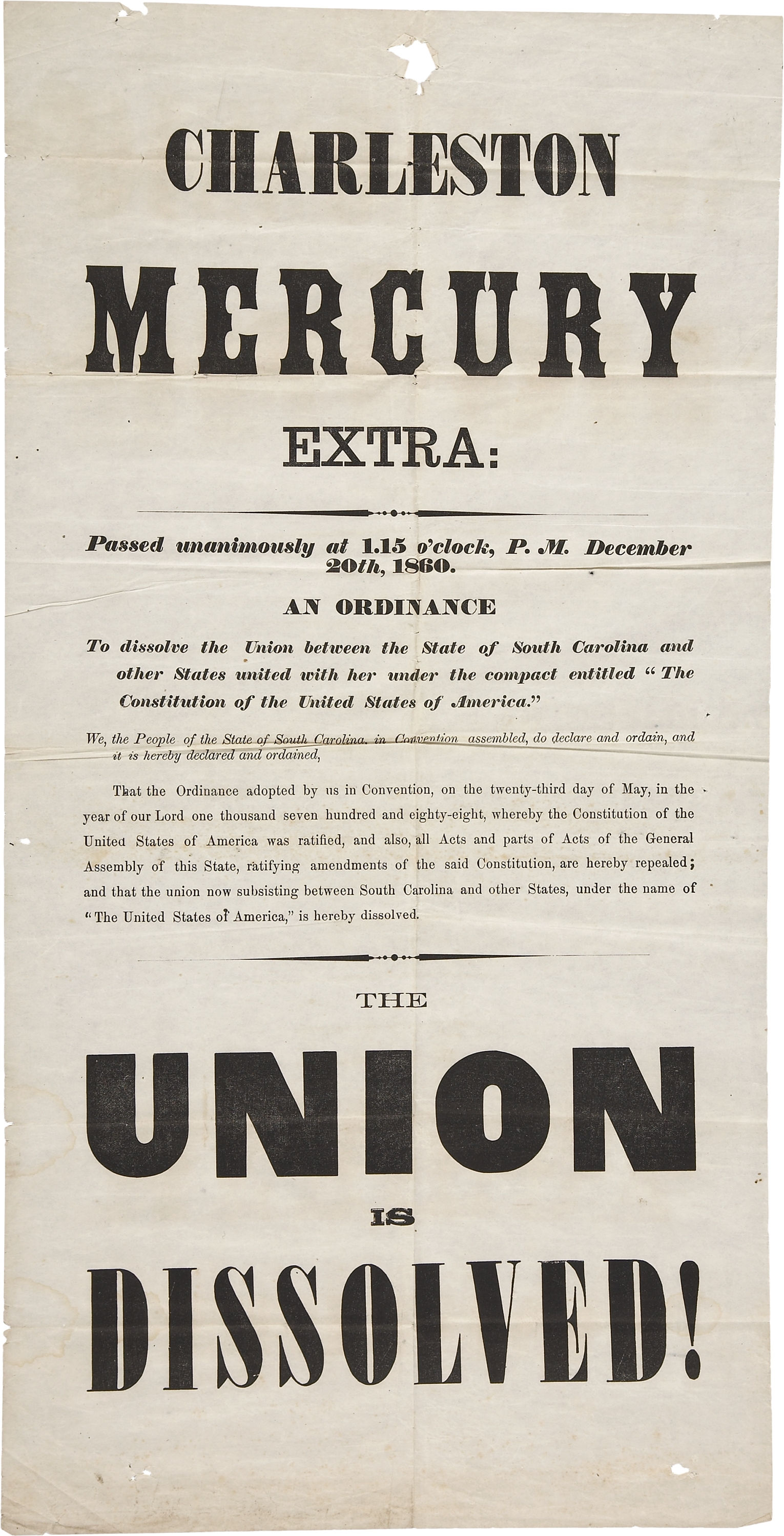
Primera publicación alusiva a la secesión, aparecida en el periódico Charleston Mercury el 20 de diciembre de 1860.

Tras la victoria de Lincoln en las elecciones del 6 de noviembre de 1860, Carolina del Sur cumplió su promesa de iniciar el camino a la secesión mediante la convocatoria, el día 10 de noviembre, de unas elecciones para elegir una nueva convención del estado. Reunida esta, el 17 de diciembre comenzó sus deliberaciones, y tres días más tarde declaró por unanimidad su independencia: «La Unión existente entre Carolina del Sur y otros estados con el nombre de los Estados Unidos de América del Norte queda con esto disuelta». Se trataba del mismo estado que había provocado la "crisis de la anulación" durante la presidencia de Andrew Jackson y que había amenazado con dar el paso de la secesión en dos ocasiones: en esa citada crisis durante la presidencia de Jackson y en 1851, tras la aprobación del Compromiso de 1850. El día 3 de diciembre, Buchanan había vuelto a reiterar su rechazo a la secesión, por un lado, y su incapacidad para evitarla, por el otro. Entre el 9 de enero y el 1 de febrero siguientes seis estados sureños más siguieron el ejemplo de Carolina del Sur y declararon unilateralmente su independencia. 
El 4 de marzo de 1861, Lincoln substituyó a Buchanan en la presidencia. El demócrata se despidió de su sucesor: «Tú estás tan feliz de entrar en esta casa como yo de abandonarla». A lo que el presidente entrante replicó: «Entonces estás realmente feliz».

## Asignaciones a la Corte Suprema
- Nathan Clifford - 1858